# Городище Кермен-Кир
Кермен-Кир (крим. Kermen Qır; інша назва Красне) — скіфське давнє городище, розташоване в центральній частині Криму, за 6 кілометрів на північний захід від давнього міста Неаполь Скіфський (тепер це північно-західна околиця Сімферополя, в межах села Мирне). В перекладі з кримськотатарської назва означає «фортеця на безлісній рівнині».

## Розташування і назва
На межі степу та кримських гір, поміж глибоких балок і обривів в долині річки Салгир стоїть скіфське городище Кермен-Кир. Поселення закладене скіфами-землеробами наприкінці 4 столітті до нашої ери. Розквіт поселення припав на часи скіфського царства в Криму (2 століття до нашої ери — 1 століття нашої ери). Занепало в часи навали готів в 3 столітті нашої ери.
Вперше про скіфські городища згадали давньогрецькі історики, зокрема Страбон, минуло чимало століть і про Кермен-Кир повідав світу швейцарський дослідник, мандрівник Фредерік Дюбуа де Монпере. В 1837 році в листі до засновника Російського географічного товариства Петра Кеппена він описав цю місцину:
|  | ...примітив тут сліди стін і помешкань, залишки давньої кераміки.... |

Коли ж наприкінці XІX століття Арсеній Маркевич, відомий кримський краєзнавець та археолог, зробив місцеву розвідку та описав городище, в цій місцині почали проводити археологічні розкопки.
Городище Кермен-Кир було північним форпостом до столиці скіфського царства — Неаполя Скіфського (6 км на північний захід). Поселення знаходилось на перетині кількох важливих торгових шляхів: один ішов з півночі Криму і пов'язував скіфські городища Нижнього Подніпров'я та півночі Криму зі столицею царства, другий з'єднував приморські володіння та античні поселення в Північно-Західному Криму (Кара-Тобе, Керкинітида) зі столицею скіфів. Зона видимості — скіфські городища Скіфський Неаполь, Булганацьке (Хабеї), Залісся, Таш-Джарган і Зміїне.
Сучасне село Мирне, давніше називалося Сарайли-Кият і вчені також так називали цю археологічну місцину (сама назва спонукала їх до наступних пошуків: в перекладі з кримськотатарської «сарайлы» — з палацу, палац). Пізніше, коли археологи зіставили грецькі історичні дані та розкопали велике городище з мурами на пагорбі Кермен-Кир (у перекладі з кримськотатарської — «фортеця на безлісній рівнині») то і закріпили цю назву.

## Історія
Причорноморські скіфи, кочуючи і проживаючи поруч грецьких міст-колоній, контактували з еллінами та підпадали під вплив їх культури. Поступово переходячи на землеробство, вони змішувалися з ними, переймали мову, культуру, і греки-поселенці також вбирали частину скіфських звичаїв. Оскільки, скіфських письмових згадок не віднайдено, то лише завдяки історичним хронікам стародавніх греків сучасники дізналися історію цих земель в загальному.
Про детальну історію городища і укріплення Кермен-Кир не відомо, адже в нечисленних історичних документах та артефактах про нього майже не згадується. Тож сучасним історикам доводиться тільки завдяки археологічним розкопкам та загальним історичним фактам вибудувати ймовірну історію цієї місцини.
Відповідно давніх еллінських текстів та археологічних знахідок відомо, що в Тавриці існувало кілька скіфських городищ: Хабеї, Палакій, Напіт. Проте, детальніших описів та згадок про них не віднайдено. Ймовірно, що розкопані тисячоліттям пізніше Кермен-кир, Джалман, Алма-Кермен, Усть-Альмінське і є тими поселеннями. Про Кермен-кир, від часу його першої згадки до опису Фредеріком Дюбуа де Монпере (в ХІХ столітті), мало згадувались. Пізніше вже історики долучали його до переліку скіфських городищ і виводили узагальнену історію, зіставляючи з уже вивченою історією Неаполя Скіфського. Лише після детальніших розкопок (у 20-х і 40-х роках ХХ століття) з'явилася можливість вибудувати певну історико-археологічну хронологію і для Кермен-Кира.
Ольга Дашевська, беручи до уваги ранні ознаки споруд від III століття до нашої ери, за найпізнішими знахідками — III століття нашої ери, вказувала саме на такий період існування поселення, а потім і укріплення. Натомість відомий кримський археолог Олександр Пуздровський появу поселення відносить до кінця IV століття до нашої ери. Ще один кримський історик-археолог Ігор Храпунов, дослідивши городище Булганацьке пропонує аналогічно вважати за виникнення поселення межі III—II століття до нашої ери, а остаточне руйнування в середині III століття нашої ери.
Розквіт поселення припадає на часи найбільшого зростання скіфської держави, за царя Скілура (II століття до нашої ери) і аж до 1 століття нашої ери. Про масштаби городища свідчать 10 гектарів культурних археологічних шарів (із залишками давнього городища, малих поселень, ровами, валом, фундаментами стін укріплень та цитаделі).

## Археологічні особливості
Над лівим берегом річки Салгир яскраво виражений виступ гірської гряди привернув увагу дослідників, які і віднайшли там ознаки давнього поселення. На площі близько 5 гектарів знаходилося городище трикутної форми, з вершиною на північний схід.
Усе поселення займало площу до 10 гектарів і складалося із городища (площею до 3,5 гектари), укріпленої цитаделі (площею до 1 гектара) та поселеннями за межами валу (площею до 5 гектарів). По периметру городища було споруджено оборонний рів із насипним валом та стіна із вежами, а до цитаделі вів вузький перешийок. Три поселення за межами укріплення були зі східної, південної та південно-західної сторін, а далі на захід на плато було ще одне невеличке поселення, всі вони виконували незначну оборонну функцію, а залишки господарських будівель вказують на їх землеробське пристосування.

### Археологічні експедиції
|  | ...дуже нагадує Неаполіс і по слідах окопів і жител, і по валах , і за масою черепків і каменю...» |

Слова першого археолога, Арсенія Маркевича, який дослідив «фортецю на безлісистій рівнині» в 1889 році (мандрівник-дослідник Фредерік Дюбуа де Монпере не робив археологічних досліджень).
Вдруге археологи прийшли до пагорба в 1924 році, експедиція українського історика-археолога Ернста Миколи Львовича здійснила детальні розкопки і знайшла чимало артефактів. Цікавою знахідкою виявилася «кам'яна баба», антропоморфний надгробок з сарматськими знаками на ньому.
В 1929 році Микола Ернст повернувся до Сарайли-Кияту і цього разу його зацікавив сам виступ на пагорбі, таким чином експедиція віднайшла фортечну цитадель. Після цього дослідники уже безперечно приписали городище до пізньоскіфського періоду і зіставили з даними грека Страбона.
Одразу по війні, в 1945 році Тавро-Скіфська експедиція під керівництвом Павла Шульца освоювала нову площадку: зовнішню оборонну лінію городища (ділянка стіни, прямокутну вежу і частину валу). Того ж року кримський археолог Олег Домбровський знайшов залишки керамічної печі в центрі городища.
В 1951 році до околиць Сімферополя прибула експедиція Ольги Давидівни Дашевської, яка продовжила досліджувати городище та кілька об'єктів на південь від нього.
1967 року до Кермен-Кира прибула група молодих археологів на чолі з Тетяною Висоцькою, але їх зацікавив курган неподалік городища. А там виявився справжній скарб — поховання пізньоскіфського часу в ґрунтових склепах із численними артефактами (поховання не було розграбоване).
Чимало археологічних знахідок було зроблено випадково, через господарські роботи в межах (яке не признали заповідником і тому експлуатували в різних цілях, понищивши його). Так, в 1985 році через городище протягували магістральний водовід і відкрилися культурні пласти, тому вченим довелося в терміновому порядку розпочати паралельні охоронно-археологічні розкопки. Чергові господарчі справи, в 1988 році, виявили напівзруйновану могилу на західному схилі. У 1994 році місцевим чиновникам захотілось на археологічній місцині збудувати шахту колектора, так було відкрито комплекс з двох землянок і дванадцять господарських ям і відкрито давньоскіфське поселення-супутник городища (північно-західне).
Знахідки археологічних експедицій перебувають у сховищах наукових установ та в Сімферопольському музеї (створити заповідник-музей на території городища не вдалося). Цими знахідками і дослідженнями Кермен-Киру користаються інші археологи та історики Криму в своїх роботах (Євген Солонник, Сергій Колтухов, Олександр Пуздровський та інші).

### Укріплення городища
Оскільки фортеця знаходилась на межі передгір'їв і степів та заслоняла від набігів кочовиків столицю, це й зумовило насиченість її оборонних споруд. Протяжність віднайденого зовнішнього оборонного кільця — 900 метрів і на ньому чітко виділяються три частини:
- Західна — довжиною в 230 метрів, відокремлювала укріплену територію від плато (зумисне зроблена, адже рівнинне плато не мало природних перепон для ворога).
- Північна — довжиною в 350 метрів, простяглася вздовж гребеня крутого схилу. Місцями тут можна побачити поруйновані залишки невеликої стіни (матеріал якої — бутовий вапняк).
- Південно-східна — довжиною в 300 метрів, знаходилася на похилому схилі, у його верхній частині (у вигляді цитаделі).

Завдяки природному рельєфу та оборонним добудовам досягався ефект «віялоподібного» і «кліщового» способів обстрілу передпілля.

### Побутова архітектура і приладдя
Залишки житлових будівель мали прямокутну форму — 5*4 метри. Фундамент був кам'яний, а підлога — глиняна, а під ним — шар золи, в якому виявили фрагменти кераміки (III—II століття до нашої ери). До господарських споруд віднесли зернові ями, які були довкола будівлі та дві гончарні печі: одна збереглась у доброму стані (двохярусна і кругла), а від другої залишились тільки сліди.
Побутове приладдя, посуд були керамічними: фрагменти родоських, книдських і коських амфор, уламки піфосів (глиняні бочки), черепиця, червонолаковий посуд, уламки зернотерток, головки глиняних баранців (побутові прикраси).

### Курган
В 1967 році неподалік городища археологи розкопали курган, який скіфи насипали на межі II—I століття до на ери. Виявилося, що це пізньоскіфське поховання епохи бронзи з 5 склепами (овальної форми 1,70*2 метри і 1,40*1,80метрів) та колективними похованнями поруч них. До кожного склепу вів дромос (довгий коридор, закладений камінням). В похоронних камерах було 4—8 осіб з інвентарем (глиняний посуд — бальзамарії, залізні і бронзові пряжки, залізні ножі і стріли), на одному з похованих були залишки шкіряного взуття.
Поблизу городища було стародавнє кладовище, але його так і не віднайдено (ймовірно, було розоране і, з роками, забудоване сучасними будівлями).

## Сучасний стан
Після кількох археологічних розкопок площадка під городищем Кермен-Кир була законсервована. Зважаючи на те, що городище перебуває на околиці Сімферополя і займає прощу більше 5 гектар — воно не є огородженим, тому й піддається руйнації від місцевих мешканців та габіжників археології. Незважаючи на те, що ця територія є археологічною пам'яткою місцевого значення і внесена до Списку пам'яток місцевого і національного значення, розташованих на території Республіки Крим (стор. 340, обліковий № 1605), місцеві жителі та чиновники продовжують її експлуатувати, проводячи там відпочинкові заходи (заради хіба що відкритої панорами на місто Сімферополь).
Чимало археологічних знахідок знаходяться у Кримському краєзнавчому музеї, найбільш відомими з яких є дві надгробні стели: одна висотою 1,40 метрів, на якій зображено три рельєфні малюнки, а на другій — антропоморфне зображення дуже грубої роботи. Частина дрібніших знахідок залишена в місцевому Музеї історії села Мирне Сімферопольського району.